# Списак земљаних утврда у Србији
Списак опидума, земљаних утврда и градина на тлу Србије.
| ИД     | Слика                           | Назив                           | Општина               | Најближе место   | Тип                     | Археолошки истраживано |
| ------ | ------------------------------- | ------------------------------- | --------------------- | ---------------- | ----------------------- | ---------------------- |
| n/a    | Жидовар                         | Жидовар                         | Општина Вршац         | Вршац            | опидум                  | Да                     |
| n/a    | Пошаљи фотографију              | Феудвар                         | Тител                 | Мошорин          | опидум и градина        | Да                     |
| BAC459 | Вашкапу                         | Вашкапу                         | Општина Кањижа        | Хоргош           | земљано утврђење        | Да                     |
| n/a    | Чарнок                          | Чарнок                          | Општина Врбас         | Бачко Добро Поље | опидум                  | Да                     |
| n/a    | Археолошки локалитет „Градиште“ | Археолошки локалитет „Градиште“ | Општина Кикинда       | Иђош             | земљано утврђење        | Да                     |
| n/a    | Пошаљи фотографију              | Градина на Босуту               | Општина Шид           | Вашице           | земљано утврђење        | Да                     |
| n/a    | Цнеса                           | Цнеса                           | Општина Кањижа        | Кањижа           | земљано утврђење        | Да                     |
| n/a    | Галад град                      | Галад град                      | Општина Нови Бечеј    | Ново_Милошево    | тел?, земљано утврђење? | Да                     |
| n/a    | Пошаљи фотографију              | Градиште (Трпеза)               | Општина Витина        | Трпеза           | земљано утврђење        | Да                     |
| n/a    | Пошаљи фотографију              | Градиште (Горње Гадимље)        | Општина Липљан        | Горње Гадимље    | земљано утврђење        | Да                     |
| n/a    | Пошаљи фотографију              | Градиште (Чукојевац)            | Општина Краљево       | Чукојевац        | земљано утврђење        | Да                     |
| n/a    | Тврђава Диана                   | Тврђава Диана                   | Општина Кладово       | Караташ          | каструм                 | Да                     |
| n/a    | Пошаљи фотографију              | Кале – Кршевица                 | Општина Бујановац     | Кршевица         | акропољ                 | Да                     |
| n/a    | Пошаљи фотографију              | Турски Шанац                    | Општина Бачка Паланка | Бачка Паланка    | земљано утврђење        | Да                     |
| n/a    | Крашовар-Дупљаја (Дупљаја град) | Крашовар-Дупљаја (Дупљаја град) | Бела Црква            | Дупљаја          | опидум и градина        | Да                     |